# Klippan
Klippan ist ein Ort (tätort) in der schwedischen Provinz Skåne län und der historischen Provinz Schonen.
Der Hauptort der gleichnamigen Gemeinde liegt etwa 20 km nordöstlich von Helsingborg nahe dem Fluss Rönne å.

## Geschichte
Die Entstehung des Ortes im 16. Jahrhundert hängt eng mit der Eröffnung einer Papiermühle (Klippans bruk) an einer Stromschnelle des Rönne å im Jahre 1573 zusammen. Das ursprüngliche Dorf hieß eigentlich Åby, doch bei der Einrichtung der Eisenbahnlinie erhielt die Station den Namen der Fabrik, die wiederum nach der Stromschnelle benannt war, und von da an wurde der Name für die ganze Siedlung verwendet. Von Klippan aus war der Fluss in Richtung Ängelholm schiffbar.
Im 20. Jahrhundert gab es zusätzlich eine Lederfabrik, eine Meierei und eine Ziegelei, die mittlerweile stillgelegt sind. Auch die Papiermühle ging im Juni 2006 in Konkurs, doch schon im Dezember desselben Jahres wurde die Produktion wieder aufgenommen.

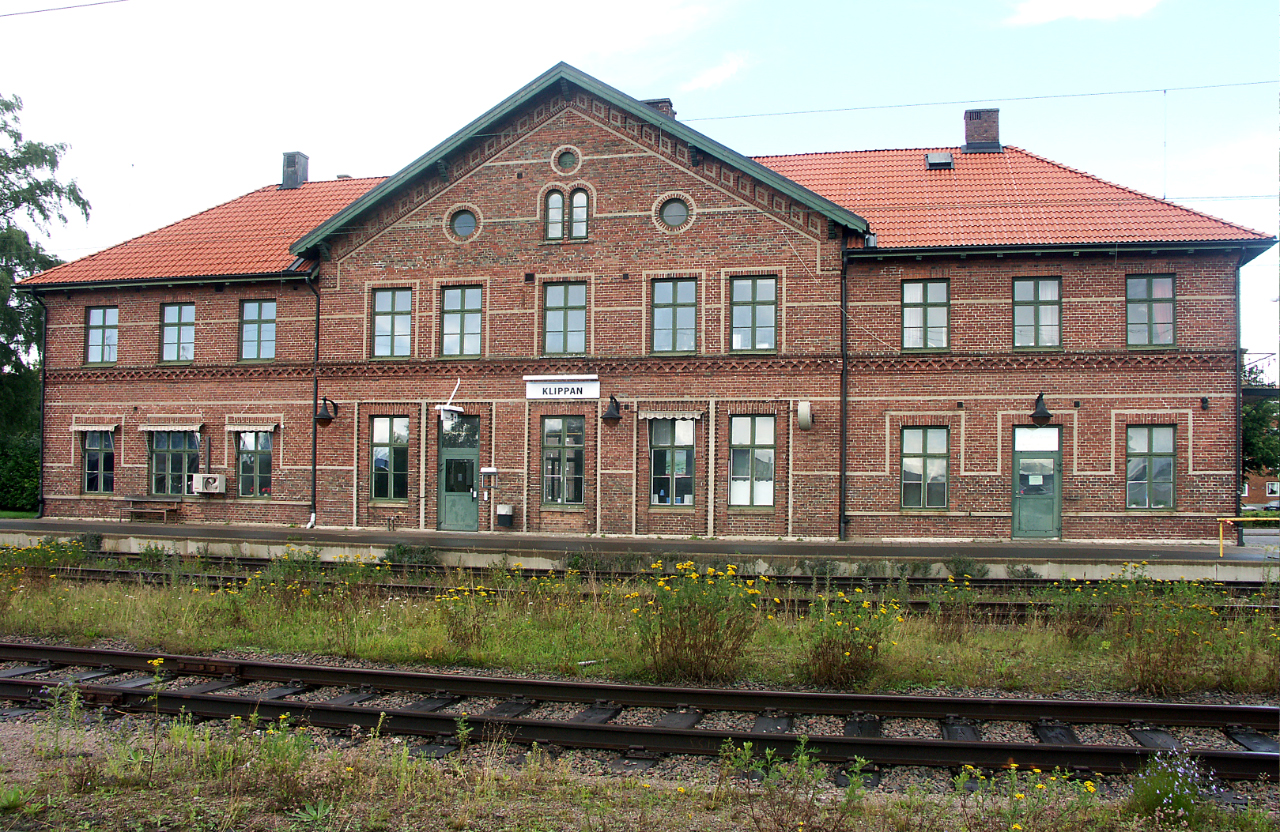
Der Bahnhof
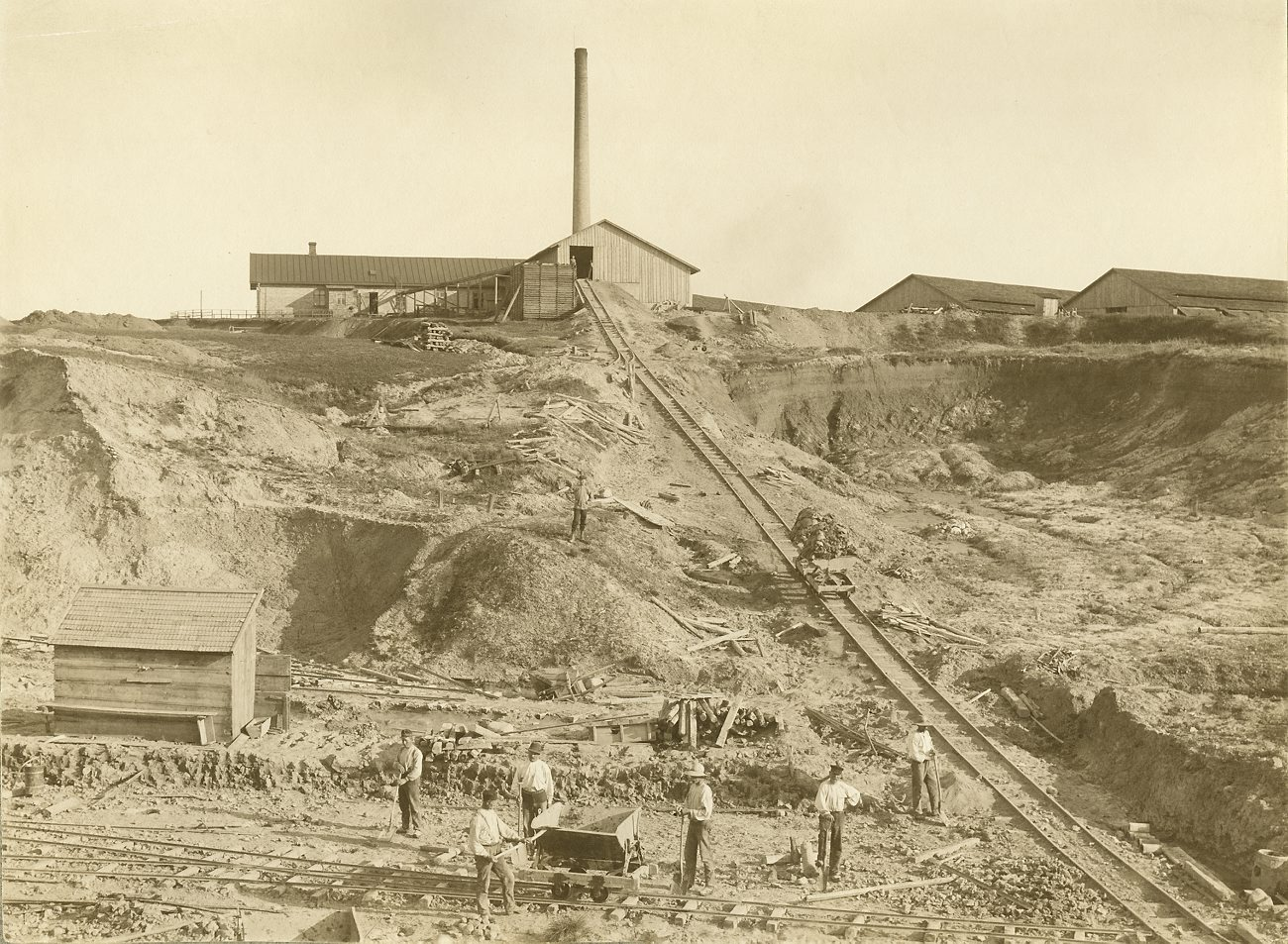
Tegelbruk (1900)
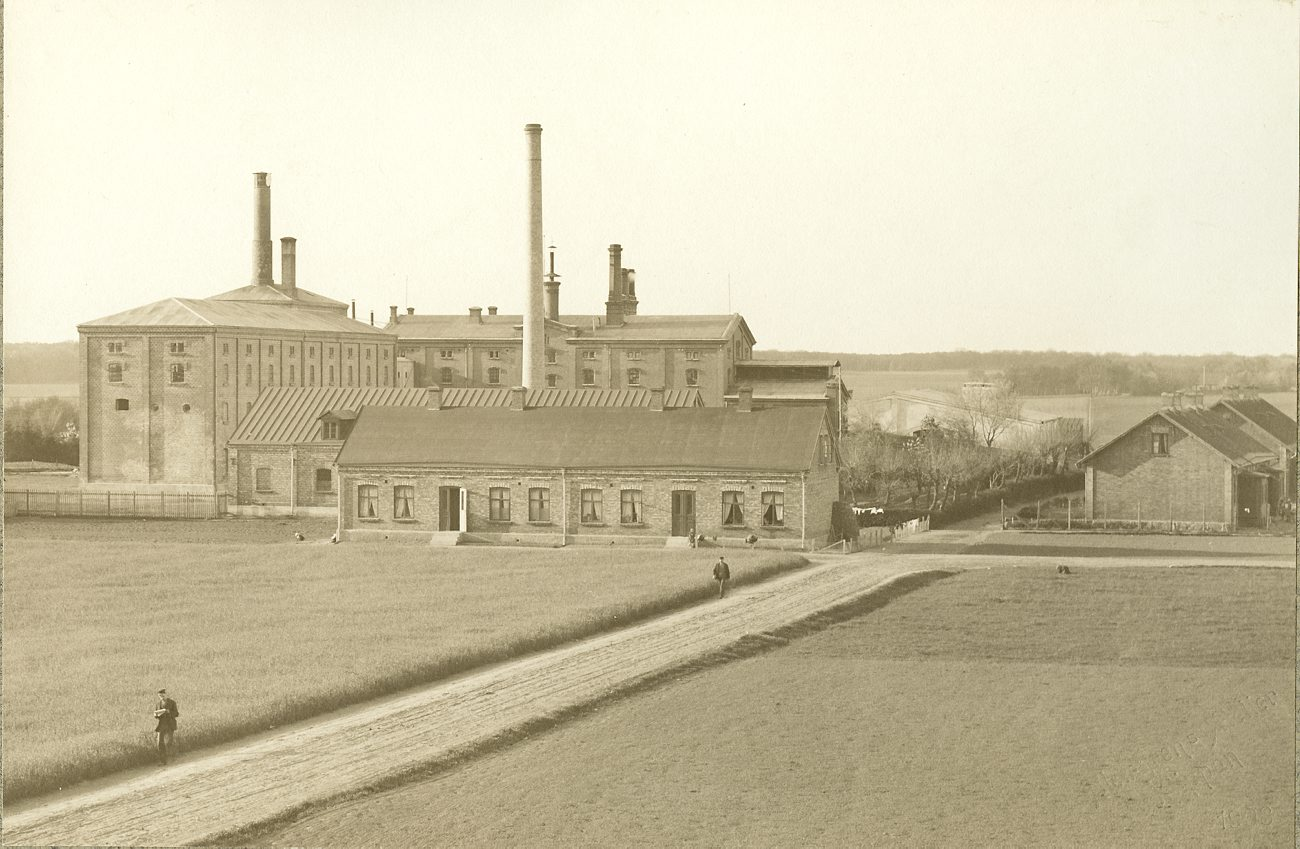
Ångbryggeri (1900)

## Sehenswürdigkeiten

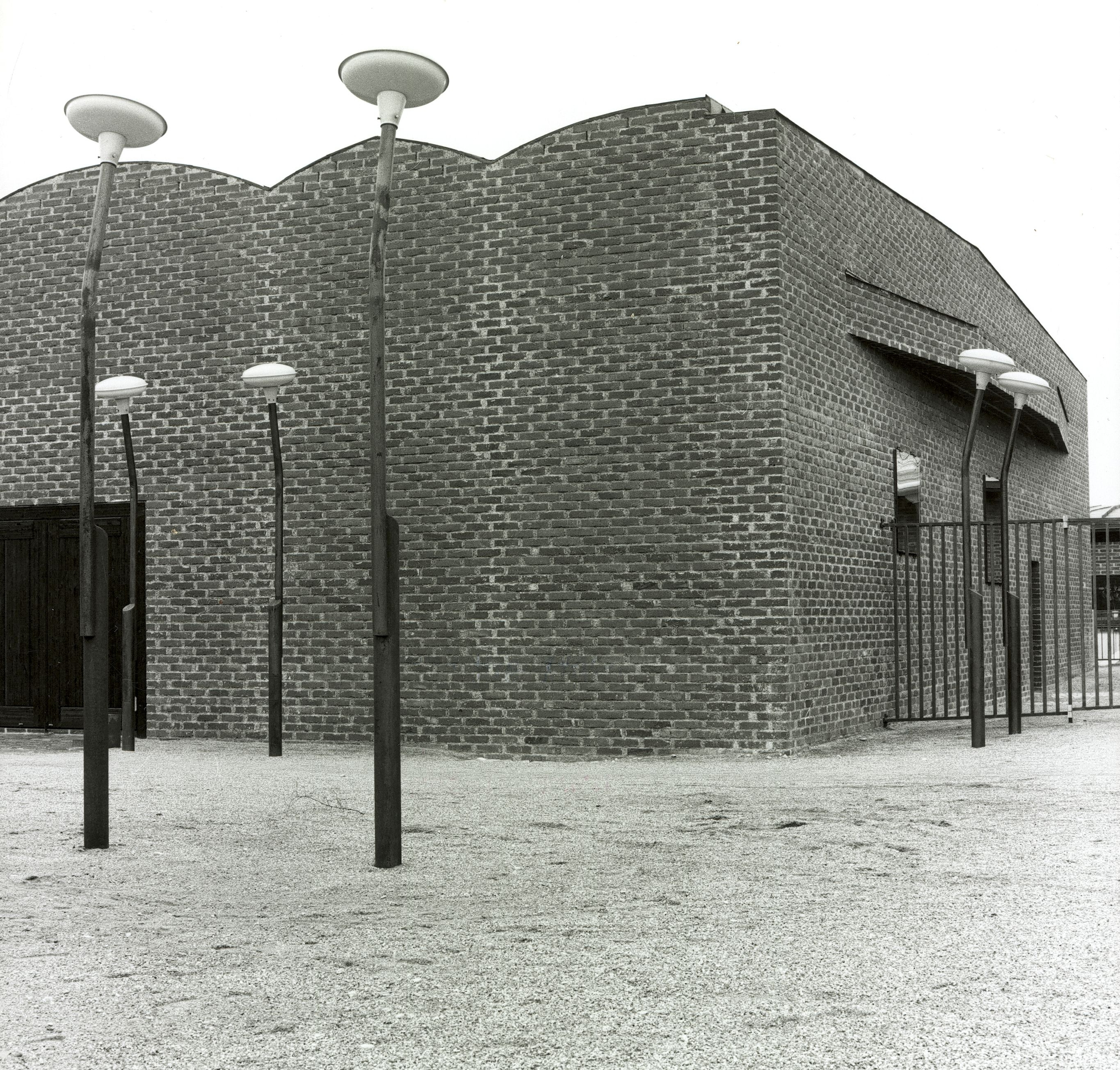
St. Petri

- 1962–1966: St. Petri von Sigurd Lewerentz[2]

## Sonstiges
Der Name des Ortes wird für das bekannte IKEA-Sofa Klippan verwendet.

## Bekannte Personen
- Bertil Ohlin (1899–1979), Wirtschaftswissenschaftler und Politiker
- Stig Persson (1934–1968), Ringer
- Sarah Lahti (* 1995), Langstreckenläuferin